# Bassa de la Refoia
La bassa de la Refoia, també anomenada bassa del Coll Roig, és una bassa, d'aigües permanents, d'unes 0,3 ha. Es localitza a l'extrem septentrional del massís dels Ports, al terme municipal de Prat de Comte. Més concretament, s'ubica al paratge de Coll Roig, a uns 916 m d'altitud, i a pocs metres del cim de la Mola Grossa (1044,5 m).
Es troba envoltada per prats i joncedes calcícoles, sovint emmatats, d'Aphyllanthes monspeliensis. La bassa presenta joncs al seu perímetre i diversa vegetació submergida.
Pel que fa als aspectes faunístics, cal destacar que es tracta d'una bassa que tradicionalment ha servit per a abeurar el ramat. Actualment encara hi ha diversos ramats i espècies que s'apropen per tal de veure. A més, la bassa esdevé un punt singular en aquesta zona del parc natural per a la reproducció d'amfibis i odonats.
La bassa es troba en un bon estat de conservació degut, principalment, a que es localitza en una zona bastant aïllada de la presència humana. Únicament trobem que a les proximitats d'aquesta transcorre una pista, poc freqüentada, que mor al Tossal d'Engrilló a poc més d'un quilòmetre de la bassa; i el GR-171, que arriba fins al refugi del Caro. Encara cal destacar alguns ramats ovins que s'apropen a la bassa cercant aigua, no obstant, aquests no produeixen un impacte destacat sobre la zona humida.
La bassa de la Refoia es troba inclòs tant al Parc natural dels Ports com dins dels espais del PEIN "Els Ports" i de la Xarxa Natura 2000 ES5140011 "Sistema prelitoral meridional", en aquest últim cas com a espai LIC i ZEPA (Zona d'especial protecció per a les aus).